# Río Odelouca
El río Odelouca (en portugués, ribeira de Odelouca) es un río del suroeste de la península ibérica que transcurre por el Alentejo y el Algarve (Portugal).

## Curso
El Odelouca nace en la sierra de Caldeirão, en el municipio de Almodôvar (parroquia de São Barnabé), discurriendo en dirección este-oeste, hasta llegar a las laderas de la sierra de Monchique, donde gira su curso hacia el suroeste y finalmente al sur, llegando a fluir como afluente del río Arade.

## Flora y fauna
Los márgenes ribereños del río son densos y, a veces, exuberantes de vegetación. Estos flancos leñosos están poblados por fresnos de hoja estrecha, sauces, álamos y alisos. En el curso inferior del río se pueden encontrar tamarix y oleander. Muchas de estas zonas riparias se perdieron tras la construcción de la presa de Odelouca.
Tras la pérdida de hábitats y entornos tras el llenado del embalse de Odelouca se llevó a cabo la restauración de un tramo de 180 hectáreas de la margen izquierda del río con el objetivo de incentivar la población del lince ibérico y el águila perdicera. Este trabajo también incluye el Centro Nacional de Cría en Cautividad del Lince Ibérico.

## Fuente
- Esta obra contiene una traducción  derivada de «Odelouca River» de Wikipedia en inglés, publicada por sus editores bajo la Licencia de documentación libre de GNU y la Licencia Creative Commons Atribución-CompartirIgual 4.0 Internacional.